# Copa Intercontinental de Futsal 2005
A Copa Intercontinental de Futsal de 2005 corresponde à oitava edição do troféu e à segunda reconhecida pela FIFA. Foi disputada no ginásio municipal de Puertollano (Espanha), do dia 7 a 10 de abril. A organização do torneio ficou a cargo da Liga Nacional de Fútbol Sala, entidade que rege a modalidade na Espanha.

## Participantes
- Boomerang Interviú da Espanaa, campeão da UEFA Futsal Cup.
- SL Benfica de Portugal, vice-campeão da UEFA Futsal Cup.
- Malwee/Jaraguá do Brasil, campeão do Campeonato Sul-Americano de Futebol de Salão.
- Carlos Barbosa do Brasil, atual campeão mundial e defensor do título.
- Fire Fox do Japão, campeão japonês.
- Pittsburgh FC dos Estados Unidos da América, campeão estadunidense.

## Competição

### Grupo A
| Equipe             | Pts | PJ | PG | PE | PP | GF | GC |
| ------------------ | --- | -- | -- | -- | -- | -- | -- |
| 1. Malwee/Jaraguà  | 4   | 2  | 1  | 1  | 0  | 16 | 1  |
| 2. Carlos Barbosa  | 4   | 2  | 1  | 1  | 0  | 12 | 2  |
| 3. Pittsburgh F.C. | 0   | 2  | 0  | 0  | 2  | 1  | 26 |

### Grupo B
| Equipe                | Pts | PJ | PG | PE | PP | GF | GC |
| --------------------- | --- | -- | -- | -- | -- | -- | -- |
| 1. Boomerang Interviú | 6   | 2  | 2  | 0  | 0  | 15 | 1  |
| 2. SL Benfica         | 3   | 2  | 1  | 0  | 1  | 12 | 8  |
| 3. Fire Fox           | 0   | 2  | 0  | 0  | 2  | 0  | 18 |

#### Partidos
7 de abril
| Hora  | Partida                        | Resultado  | Árbitros                                         |
| ----- | ------------------------------ | ---------- | ------------------------------------------------ |
| 19:00 | Carlos Barbosa - Pittsburgh FC | 11-1 (7-0) | Fusaya Suzuki (Japón) y Blazques Sierra (España) |
| 21:00 | Boomerang Interviú - Fire Fox  | 7-0 (4-0)  | Vescio (Italia) e Iván Novak (Croacia)           |

8 de abril
| Hora  | Partida                        | Resultado  | Árbitros                                          |
| ----- | ------------------------------ | ---------- | ------------------------------------------------- |
| 19:00 | Malwee/Jaraguá - Pittsburgh FC | 15-0 (4-0) | Shinichi Hirano (Japón) y Francisco Peña (España) |
| 21:00 | SL Benfica - Fire Fox          | 11-0 (3-0) |                                                   |

9 de abril
| Hora  | Partida                         | Resultado | Árbitros                                          |
| ----- | ------------------------------- | --------- | ------------------------------------------------- |
| 16:15 | Boomerang Interviú - SL Benfica | 8-1 (3-0) | Ivan Novak (Croacia) y Shinichi Hirano (Japón)    |
| 18:30 | Carlos Barbosa - Malwee/Jaraguá | 1-1 (1-0) | Roberto Gracia (España) y Francisco Peña (España) |

10 de abril
Disputa do 5º e 6º lugares (3ª do Grupo A - 3º do Grupo B)
| Hora | Partido      | Partido | Partido  | Resultado   |
| ---- | ------------ | ------- | -------- | ----------- |
| 9:30 | Pittsburg FC | -       | Fire Fox | 0 - 9 (0-7) |

Disputa do 3º e 4º lugares (2º do Grupo A - 2º do Grupo B)
| Hora  | Partida        | Partida | Partida    | Resultado   |
| ----- | -------------- | ------- | ---------- | ----------- |
| 14:00 | Carlos Barbosa | -       | SL Benfica | 4 - 0 (0-0) |

### Final
| 10 de abril de 2005 (hora:15:30) | Malwee/Jaraguá      | 2–5 | Boomerang Interviú                       | Pabellón Municipal (Puertollano) Público: 3.500 Árbitro: Ivan Novak (Croácia) e Ercole Vescio (Itália) |
|                                  | Xande 6' Marcio 38' |     | Marquinho 2', 34' e 39' Daniel 11' e 39' | |

```
O 
 Malwee/Jaraguá jogou com:
Bagé, Xande, Leco, Chico e Eka
Reservas: James, Marcio, Valdin, Fio, Marcinho, Antonio
Técnico: Fernando Ferretti
```

```
O 
 Boomerang Interviú jogou com:
Luis Amado; Neto, Schumacher, Daniel e Marquinho
Reservas: Julio, Javi Limones, Gabriel, Andreu, Joan e Luis
Técnico: Jesús Candelas
```

## Prêmios
- Eka (Malwee-Jaraguá), artiheiro da competição, com seis gols.
- Marquinho (Boomerang Interviú), eleito o melhor jogador da competição.